# Hale-Bopp

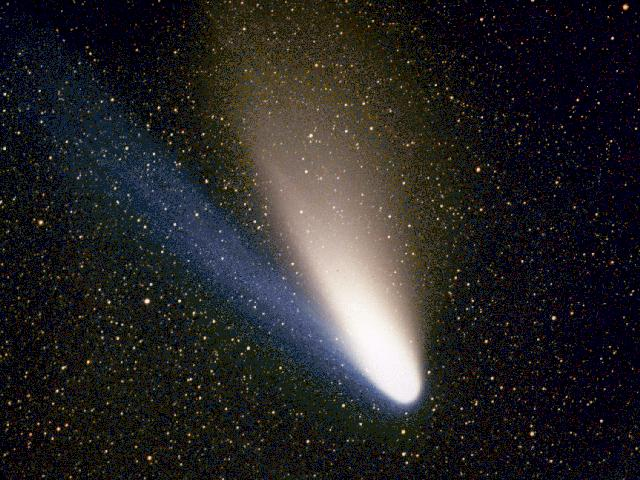
Kometa 11. března 1997

Kometa Hale – Bopp, (formálně registrovaná C/1995 O1) byla jedna z nejjasnějších komet posledních staletí. Dosavadní rekord držela Velká kometa z roku 1811.
Objevena byla 23. července 1995 ve značné vzdálenosti od Slunce, zpětně byl však dohledán první záznam z 27. 4. 1993. Perihélia dosáhla 1. 4. 1997, poslední pozorování je z 9. 7. 2022. Kometa Hale – Bopp inspirovala stoupence kultu Heaven's Gate k hromadné sebevraždě.
Kometu objevili nezávisle dva pozorovatelé: Alan Hale a Thomas Bopp ze Spojených států, proto nese jejich jméno. Hale objevil kometu velikosti 10.5m blízko kulové hvězdokupy M70 v souhvězdí Střelce.
Kometa Hale-Bopp byla viditelná pouhým zrakem od května 1996. Na začátku roku 1997 dominovala hvězdné obloze. Od února 1997 byl pozorovatelný rostoucí dvojitý ohon, jeden modrý plynový a druhý nažloutlý prašný. Zatmění Slunce 9. března v Mongolsku a na východní Sibiři umožnilo pozorovat kometu i ve dne. Hale-Bopp se Zemi nejvíce přiblížila 22. března 1997.
Pak se kometa přesunula na jižní nebeskou polokouli, kde byla pozorovatelná ještě během druhé poloviny roku 1997. Poslední pozorování bez pomoci přístrojů bylo hlášeno v prosinci 1997. Znamená to, že kometa byla prostým okem viditelná 569 dnů (téměř devatenáct měsíců). Poslední přístrojové pozorování je z 9. 7. 2022.
Jde o dlouhoperiodickou kometu, jejíž návrat je očekáván až po roce 4300. Předchozí průlet kolem Slunce mohl být pozorován více než 2000 let před počátkem našeho letopočtu. Její největší vzdálenost od Slunce (afélium) bude asi 350 au. Její oběžná dráha je skoro kolmá k ose ekliptiky. V březnu 1997 kometa proletěla ve vzdálenosti 0,77 au od Jupiteru, gravitačním působením planety se její oběžná doba zkrátila z asi 4200 let na méně než 2400 let.
Předmětem vědeckého zájmu bylo též její složení. Podle získaných dat z pozorování byla vyslovena hypotéza, že namodralá barva plynného ohonu byla způsobena neutrálním sodíkem vypuzovaným slunečním zářením. Předpokládá se také hojnost deuteria ve formě těžké vody. Podle kometárních ledů vytvořených v mezihvězdných mracích byla její teplota odhadnuta přibližně na 25 až 45K. Spektroskopická pozorování této komety dále odhalila přítomnost mnoha organických sloučenin, které dosud nebyly u jiných komet zjištěny. Rotace komety kolem vlastní osy byla nejprve určena na 11 hodin 46 minut.
Pozdější pozorování ukázala, že rotační doba je kratší.